# Tábortűz mellett
A Tábortűz mellett a  magyar Hobo Blues Band blueszenekar kilencedik nagylemeze.

## Számok
Zene: Póka Egon, Tátrai Tibor, Tóth János Rudolf. (Kivétel a "Temető tangó", melynek szerzője, Solti János.) 

Szöveg: Földes László (Hobo)
CD1:
1. Emigráns blues – 5:20
2. A szökevények hajója – 4:39
3. Gyáva bohóc – 8:19
4. Rock 'n' Roll doktor – 6:38
5. A blues nyomában – 13:30
6. Hely a térképen – 7:49

CD2:
1. Dőlnek a szobrok – 3:10
2. Éjszakai Budapest blues – 7:22
3. Temető tangó – 5:35
4. A vadászok kivonulása – 8:32
5. Keljfeljancsi – 3:56
6. A látogató – 7:09
7. A szabadság angyala – 4:09
8. Tábortűz mellett – 5:42

## Közreműködők
Hobo Blues Band:
- Földes László – ének (tej)
- Póka Egon – basszusgitár, ének (sör)
- Solti János – dob (whisky)
- Tátrai Tibor – gitár (vörösbor)
- Tóth János Rudolf – gitár, ének (unicum)

Vendégművészek:
- Horváth Kornél – ütőhangszerek
- Lakatos Antal (Tony Lakatos) – szaxofon
- Zenei rendező – Póka Egon
- Hangmérnök – Ottó Tivadar
- Eredeti borítóterv – Hobo
- Grafikus – Csipes Antal
- Asszisztens – Hobo

A felvétel Törökbálinton készült a PRO és a VICO stúdiójában, 1990 május-augusztus.